# Ischnoceros sanxiaensis
Ischnoceros sanxiaensis là một loài tò vò trong họ Ichneumonidae.